# Liga dos Campeões da Europa de Voleibol Feminino de 2024-25
A Liga dos Campeões da Europa de Voleibol Feminino de 2024-25 foi a sexagésima quinta edição da principal competição de clubes de voleibol feminino da Europa, organizada pela CEV iniciada com as qualificatórias, fase realizada no período de 1 a 10 de outubro de 2024 com 8 participantes e o torneio principal previsto de 5 de novembro de 2024 a 4 de maio de 2025 com 20 equipes disputando o título, totalizando 28 clubes participantes, qualificando o time campeão para a edição do Campeonato Mundial de Clubes de Voleibol Feminino de 2024.
O Imoco Volley Conegliano conquistou seu bicampeonato ao derrotar na final o Vero Volley Milano. A oposta Isabelle Haak foi nomeada como melhor jogadora da competição.

## Fase de grupos
|  | Classificado para as quartas de final                               |
|  | As três melhores segundas colocadas avançam as pré-quartas de final |
|  | Qualificadas para as quartas de final da Copa CEV 2024–25           |

- Todas partidas em horário local.

### Grupo A
Classificação
|     |                         |     | Jogos | Jogos | Jogos | Resultados | Resultados | Resultados | Resultados | Resultados | Resultados | Sets | Sets | Sets   | Pontos | Pontos | Pontos |
| Pos | Equipe                  | Pts | T     | V     | D     | 3–0        | 3–1        | 3–2        | 2–3        | 1–3        | 0–3        | V    | P    | R      | V      | P      | R      |
| --- | ----------------------- | --- | ----- | ----- | ----- | ---------- | ---------- | ---------- | ---------- | ---------- | ---------- | ---- | ---- | ------ | ------ | ------ | ------ |
| 1   | Imoco Volley Conegliano | 18  | 6     | 6     | 0     | 5          | 1          | 0          | 0          | 0          | 0          | 18   | 1    | 18,000 | 479    | 343    | 1.397  |
| 2   | Developres Rzeszów      | 12  | 6     | 4     | 2     | 3          | 1          | 0          | 0          | 1          | 1          | 13   | 7    | 1.857  | 462    | 410    | 1.127  |
| 3   | Maritza Plovdiv         | 6   | 6     | 2     | 4     | 1          | 1          | 0          | 0          | 1          | 3          | 7    | 13   | 0.538  | 400    | 462    | 0.866  |
| 4   | Mladost Zagreb          | 0   | 6     | 0     | 6     | 0          | 0          | 0          | 0          | 1          | 5          | 1    | 18   | 0.056  | 343    | 469    | 0.731  |

Resultados
| Data       | Hora  |                         | Placar |                         | Set 1 | Set 2 | Set 3 | Set 4 | Set 5 | Total  | Relatório |
| ---------- | ----- | ----------------------- | ------ | ----------------------- | ----- | ----- | ----- | ----- | ----- | ------ | --------- |
| 06/11/2024 | 18:00 | Developres Rzeszów      | 3–1    | Maritza Plovdiv         | 29–31 | 25–17 | 25–8  | 25–11 |       | 104–67 | Relatório |
| 07/11/2024 | 20:30 | Imoco Volley Conegliano | 3–0    | Mladost Zagreb          | 26–24 | 25–10 | 25–15 |       |       | 76–49  | Relatório |
| 12/11/2024 | 19:00 | Maritza Plovdiv         | 0–3    | Imoco Volley Conegliano | 23–25 | 17–25 | 17–25 |       |       | 57–75  | Relatório |
| 14/11/2024 | 20:00 | Mladost Zagreb          | 0–3    | Developres Rzeszów      | 15–25 | 18–25 | 23–25 |       |       | 56–75  | Relatório |
| 27/11/2024 | 20:30 | Developres Rzeszów      | 1–3    | Imoco Volley Conegliano | 28–30 | 20–25 | 25–23 | 15–25 |       | 88–103 | Relatório |
| 28/11/2024 | 20:00 | Mladost Zagreb ]        | 1–3    | Maritza Plovdiv         | 17–25 | 25–18 | 22–25 | 19–25 |       | 83–93  | Relatório |
| 10/12/2024 | 18:00 | Developres Rzeszów      | 3–0    | Mladost Zagreb          | 25–17 | 25–19 | 25–14 |       |       | 75–50  | Relatório |
| 10/12/2024 | 20:30 | Imoco Volley Conegliano | 3–0    | Maritza Plovdiv         | 25–18 | 25–12 | 25–19 |       |       | 75–49  | Relatório |
| 09/01/2025 | 19:00 | Maritza Plovdiv         | 0–3    | Developres Rzeszów      | 18–25 | 20–25 | 21–25 |       |       | 59–75  | Relatório |
| 09/01/2025 | 20:00 | Mladost Zagreb          | 0–3    | Imoco Volley Conegliano | 16–25 | 16–25 | 23–25 |       |       | 55–75  | Relatório |
| 22/01/2025 | 19:00 | Maritza Plovdiv         | 3–0    | Mladost Zagreb          | 25–15 | 25–16 | 25–19 |       |       | 75–50  | Relatório |
| 22/01/2025 | 20:30 | Imoco Volley Conegliano | 3–0    | Developres Rzeszów      | 25–11 | 25–15 | 25–19 |       |       | 75–45  | Relatório |

### Grupo B
Classificação
|     |                             |     | Jogos | Jogos | Jogos | Resultados | Resultados | Resultados | Resultados | Resultados | Resultados | Sets | Sets | Sets   | Pontos | Pontos | Pontos |
| Pos | Equipe                      | Pts | T     | V     | D     | 3–0        | 3–1        | 3–2        | 2–3        | 1–3        | 0–3        | V    | P    | R      | V      | P      | R      |
| --- | --------------------------- | --- | ----- | ----- | ----- | ---------- | ---------- | ---------- | ---------- | ---------- | ---------- | ---- | ---- | ------ | ------ | ------ | ------ |
| 1   | Eczacıbaşı VitrA            | 18  | 6     | 6     | 0     | 5          | 1          | 0          | 0          | 0          | 0          | 18   | 1    | 18,000 | 473    | 342    | 1.383  |
| 2   | Tent Obrenovac              | 8   | 6     | 3     | 3     | 1          | 1          | 1          | 0          | 1          | 2          | 10   | 12   | 0.833  | 443    | 501    | 0.884  |
| 3   | SSC Palmberg Schwerin       | 8   | 6     | 3     | 3     | 2          | 0          | 1          | 0          | 0          | 3          | 9    | 11   | 0.818  | 432    | 426    | 1.014  |
| 4   | Levallois Paris Saint-Cloud | 2   | 6     | 0     | 6     | 0          | 0          | 0          | 2          | 1          | 3          | 5    | 18   | 0.278  | 457    | 536    | 0.853  |

Resultados
| Data       | Hora  |                             | Placar |                             | Set 1 | Set 2 | Set 3 | Set 4 | Set 5 | Total   | Relatório |
| ---------- | ----- | --------------------------- | ------ | --------------------------- | ----- | ----- | ----- | ----- | ----- | ------- | --------- |
| 06/11/2024 | 17:00 | Eczacıbaşı VitrA            | 3–0    | Tent Obrenovac              | 25–12 | 25–11 | 25–21 |       |       | 75–44   | Relatório |
| 06/11/2024 | 20:00 | Levallois Paris Saint-Cloud | 0–3    | SSC Palmberg Schwerin       | 19–25 | 13–25 | 23–25 |       |       | 55–75   | Relatório |
| 13/11/2024 | 18:00 | SSC Palmberg Schwerin       | 0–3    | Eczacıbaşı VitrA            | 23–25 | 21–25 | 11–25 |       |       | 55–75   | Relatório |
| 14/11/2024 | 19:00 | Tent Obrenovac              | 3–1    | Levallois Paris Saint-Cloud | 26–24 | 25–20 | 22–25 | 25–18 |       | 98–87   | Relatório |
| 26/11/2024 | 20:00 | Levallois Paris Saint-Cloud | 0–3    | Eczacıbaşı VitrA            | 25–27 | 22–25 | 21–25 |       |       | 68–77   | Relatório |
| 27/11/2024 | 19:00 | Tent Obrenovac              | 3–0    | SSC Palmberg Schwerin       | 25–19 | 25–23 | 25–18 |       |       | 75–60   | Relatório |
| 10/12/2024 | 19:00 | Eczacıbaşı VitrA            | 3–0    | SSC Palmberg Schwerin       | 25–17 | 25–23 | 25–18 |       |       | 75–58   | Relatório |
| 10/12/2024 | 20:00 | Levallois Paris Saint-Cloud | 2–3    | Tent Obrenovac              | 24–26 | 25–17 | 25–19 | 21–25 | 13–15 | 108–102 | Relatório |
| 08/01/2025 | 18:00 | SSC Palmberg Schwerin       | 3–2    | Levallois Paris Saint-Cloud | 23–25 | 25–12 | 25–21 | 21–25 | 15–12 | 109–95  | Relatório |
| 09/01/2025 | 19:00 | Tent Obrenovac              | 1–3    | Eczacıbaşı VitrA            | 25–21 | 10–25 | 16–25 | 22–25 |       | 73–96   | Relatório |
| 22/01/2025 | 17:00 | Eczacıbaşı VitrA            | 3–0    | Levallois Paris Saint-Cloud | 25–11 | 25–15 | 25–18 |       |       | 75–44   | Relatório |
| 22/01/2025 | 18:00 | SSC Palmberg Schwerin       | 3–0    | Tent Obrenovac              | 25–20 | 25–13 | 25–18 |       |       | 75–51   | Relatório |

### Grupo C
Classificação
|     |                       |     | Jogos | Jogos | Jogos | Resultados | Resultados | Resultados | Resultados | Resultados | Resultados | Sets | Sets | Sets  | Pontos | Pontos | Pontos |
| Pos | Equipe                | Pts | T     | V     | D     | 3–0        | 3–1        | 3–2        | 2–3        | 1–3        | 0–3        | V    | P    | R     | V      | P      | R      |
| --- | --------------------- | --- | ----- | ----- | ----- | ---------- | ---------- | ---------- | ---------- | ---------- | ---------- | ---- | ---- | ----- | ------ | ------ | ------ |
| 1   | VakıfBank SK Istanbul | 15  | 6     | 5     | 1     | 4          | 1          | 0          | 0          | 1          | 0          | 16   | 4    | 4,000 | 484    | 373    | 1.298  |
| 2   | Vero Volley Milano    | 15  | 6     | 5     | 1     | 4          | 1          | 0          | 0          | 0          | 1          | 15   | 4    | 3.750 | 448    | 350    | 1.280  |
| 3   | FC Porto              | 5   | 6     | 2     | 4     | 1          | 0          | 1          | 0          | 0          | 4          | 6    | 14   | 0.429 | 399    | 477    | 0.836  |
| 4   | OK Kamnik             | 1   | 6     | 0     | 6     | 0          | 0          | 0          | 1          | 1          | 4          | 3    | 18   | 0.167 | 388    | 519    | 0.748  |

Resultados
| Data       | Hora  |                       | Placar |                       | Set 1 | Set 2 | Set 3 | Set 4 | Set 5 | Total   | Relatório |
| ---------- | ----- | --------------------- | ------ | --------------------- | ----- | ----- | ----- | ----- | ----- | ------- | --------- |
| 06/11/2024 | 19:30 | VakıfBank SK Istanbul | 3–1    | OK Kamnik             | 25–21 | 22–25 | 25–15 | 25–12 |       | 97–73   | Relatório |
| 07/11/2024 | 20:00 | Vero Volley Milano    | 3–0    | FC Porto              | 25–15 | 27–25 | 25–17 |       |       | 77–57   | Relatório |
| 12/11/2024 | 18:00 | OK Kamnik             | 0–3    | Vero Volley Milano    | 8–25  | 14–25 | 17–25 |       |       | 39–75   | Relatório |
| 12/11/2024 | 20:30 | FC Porto              | 0–3    | VakıfBank SK Istanbul | 13–25 | 16–25 | 13–25 |       |       | 42–75   | Relatório |
| 28/11/2024 | 19:30 | VakıfBank SK Istanbul | 3–0    | Vero Volley Milano    | 25–19 | 25–18 | 25–17 |       |       | 75–54   | Relatório |
| 28/11/2024 | 20:30 | FC Porto              | 3–0    | OK Kamnik             | 25–20 | 25–18 | 25–18 |       |       | 75–56   | Relatório |
| 10/12/2024 | 19:30 | VakıfBank SK Istanbul | 3–0    | FC Porto              | 25–14 | 25–18 | 25–18 |       |       | 75–50   | Relatório |
| 11/12/2024 | 19:00 | Vero Volley Milano    | 3–0    | OK Kamnik             | 25–15 | 25–11 | 25–13 |       |       | 75–39   | Relatório |
| 07/01/2025 | 18:00 | OK Kamnik             | 0–3    | VakıfBank SK Istanbul | 22–25 | 18–25 | 23–25 |       |       | 63–75   | Relatório |
| 08/01/2025 | 20:30 | FC Porto              | 0–3    | Vero Volley Milano    | 13–25 | 24–26 | 16–25 |       |       | 53–76   | Relatório |
| 22/01/2025 | 17:00 | OK Kamnik             | 2–3    | FC Porto              | 30–28 | 25–17 | 28–30 | 15–25 | 20–22 | 118–122 | Relatório |
| 22/01/2025 | 20:00 | Vero Volley Milano    | 3–1    | VakıfBank SK Istanbul | 25–21 | 16–25 | 25–22 | 25–19 |       | 91–87   | Relatório |

### Grupo D
Classificação
|     |                        |     | Jogos | Jogos | Jogos | Resultados | Resultados | Resultados | Resultados | Resultados | Resultados | Sets | Sets | Sets  | Pontos | Pontos | Pontos |
| Pos | Equipe                 | Pts | T     | V     | D     | 3–0        | 3–1        | 3–2        | 2–3        | 1–3        | 0–3        | V    | P    | R     | V      | P      | R      |
| --- | ---------------------- | --- | ----- | ----- | ----- | ---------- | ---------- | ---------- | ---------- | ---------- | ---------- | ---- | ---- | ----- | ------ | ------ | ------ |
| 1   | Fenerbahçe SK Istambul | 18  | 6     | 6     | 0     | 3          | 3          | 0          | 0          | 0          | 0          | 18   | 3    | 6,000 | 518    | 394    | 1.315  |
| 2   | Budowlani Łódź         | 10  | 6     | 4     | 2     | 1          | 1          | 2          | 0          | 1          | 1          | 13   | 11   | 1.182 | 531    | 526    | 1.010  |
| 3   | Vasas SC               | 6   | 6     | 2     | 4     | 1          | 0          | 1          | 1          | 2          | 1          | 10   | 14   | 0.714 | 483    | 544    | 0.888  |
| 4   | Neptunes de Nantes     | 2   | 6     | 0     | 6     | 0          | 0          | 0          | 2          | 1          | 3          | 5    | 18   | 0.278 | 388    | 519    | 0.748  |

Resultados
| Data       | Hora  |                        | Placar |                        | Set 1 | Set 2 | Set 3 | Set 4 | Set 5 | Total   | Relatório |
| ---------- | ----- | ---------------------- | ------ | ---------------------- | ----- | ----- | ----- | ----- | ----- | ------- | --------- |
| 05/11/2024 | 20:00 | Neptunes de Nantes     | 2–3    | Vasas SC               | 25–17 | 21–25 | 25–17 | 13–25 | 13–15 | 97–99   | Relatório |
| 06/11/2024 | 20:00 | Fenerbahçe SK Istambul | 3–0    | Budowlani Łódź         | 25–19 | 25–20 | 25–14 |       |       | 75–53   | Relatório |
| 12/11/2024 | 18:00 | Budowlani Łódź         | 3–2    | Neptunes de Nantes     | 25–19 | 25–18 | 18–25 | 23–25 | 15–13 | 106–100 | Relatório |
| 13/11/2024 | 18:30 | Vasas SC               | 1–3    | Fenerbahçe SK Istambul | 13–25 | 15–25 | 26–24 | 21–25 |       | 75–99   | Relatório |
| 27/11/2024 | 20:00 | Neptunes de Nantes     | 0–3    | Fenerbahçe SK Istambul | 18–25 | 21–25 | 23–25 |       |       | 62–75   | Relatório |
| 28/11/2024 | 18:00 | Budowlani Łódź         | 3–0    | Vasas SC               | 25–14 | 25–19 | 25–16 |       |       | 75–49   | Relatório |
| 10/12/2024 | 20:30 | Neptunes de Nantes     | 1–3    | Budowlani Łódź         | 25–17 | 34–36 | 18–25 | 22–25 |       | 99–103  | Relatório |
| 11/12/2024 | 20:00 | Fenerbahçe SK Istambul | 3–1    | Vasas SC               | 25–16 | 25–18 | 22–25 | 25–20 |       | 97–79   | Relatório |
| 07/01/2025 | 18:00 | Budowlani Łódź         | 1–3    | Fenerbahçe SK Istambul | 25–21 | 19–25 | 13–25 | 24–26 |       | 81–97   | Relatório |
| 08/01/2025 | 18:30 | Vasas SC               | 3–0    | Neptunes de Nantes     | 25–21 | 25–22 | 25–20 |       |       | 75–63   | Relatório |
| 22/01/2025 | 18:30 | Vasas SC               | 2–3    | Budowlani Łódź         | 25–21 | 23–25 | 15–25 | 25–22 | 18–20 | 106–113 | Relatório |
| 22/01/2025 | 20:00 | Fenerbahçe SK Istambul | 3–0    | Neptunes de Nantes     | 25–15 | 25–13 | 25–16 |       |       | 75–44   | Relatório |

### Grupo E
Classificação
|     |                           |     | Jogos | Jogos | Jogos | Resultados | Resultados | Resultados | Resultados | Resultados | Resultados | Sets | Sets | Sets  | Pontos | Pontos | Pontos |
| Pos | Equipe                    | Pts | T     | V     | D     | 3–0        | 3–1        | 3–2        | 2–3        | 1–3        | 0–3        | V    | P    | R     | V      | P      | R      |
| --- | ------------------------- | --- | ----- | ----- | ----- | ---------- | ---------- | ---------- | ---------- | ---------- | ---------- | ---- | ---- | ----- | ------ | ------ | ------ |
| 1   | Scandicci Savino Del Bene | 18  | 6     | 6     | 0     | 6          | 0          | 0          | 0          | 0          | 0          | 18   | 0    | MAX   | 450    | 339    | 1.327  |
| 2   | Allianz MTV Stuttgart     | 8   | 6     | 3     | 3     | 0          | 2          | 1          | 0          | 1          | 2          | 10   | 13   | 0.769 | 488    | 518    | 0.942  |
| 3   | BKS Bielsko-Biała         | 6   | 6     | 2     | 4     | 0          | 2          | 0          | 0          | 1          | 3          | 7    | 14   | 0.500 | 466    | 494    | 0.943  |
| 4   | CSO Voluntari             | 4   | 6     | 1     | 5     | 1          | 0          | 0          | 1          | 2          | 2          | 7    | 15   | 0.467 | 455    | 508    | 0.896  |

Resultados
| Data       | Hora  |                           | Placar |                           | Set 1 | Set 2 | Set 3 | Set 4 | Set 5 | Total  | Relatório |
| ---------- | ----- | ------------------------- | ------ | ------------------------- | ----- | ----- | ----- | ----- | ----- | ------ | --------- |
| 06/11/2024 | 19:00 | Scandicci Savino Del Bene | 3–0    | CSO Voluntari             | 25–20 | 25–20 | 25–12 |       |       | 75–52  | Relatório |
| 07/11/2024 | 18:00 | BKS Bielsko-Biała         | 3–1    | Allianz MTV Stuttgart     | 22–25 | 25–19 | 25–23 | 25–20 |       | 97–87  | Relatório |
| 13/11/2024 | 19:00 | Allianz MTV Stuttgart     | 0–3    | Scandicci Savino Del Bene | 17–25 | 22–25 | 21–25 |       |       | 60–75  | Relatório |
| 13/11/2024 | 21:00 | CSO Voluntari             | 3–0    | BKS Bielsko-Biała         | 25–21 | 25–17 | 25–23 |       |       | 75–61  | Relatório |
| 27/11/2024 | 18:00 | BKS Bielsko-Biała         | 0–3    | Scandicci Savino Del Bene | 22–25 | 22–25 | 23–25 |       |       | 67–75  | Relatório |
| 27/11/2024 | 19:00 | CSO Voluntari             | 1–3    | Allianz MTV Stuttgart     | 17–25 | 23–25 | 26–24 | 21–25 |       | 87–99  | Relatório |
| 11/12/2024 | 18:00 | BKS Bielsko-Biała         | 3–1    | CSO Voluntari             | 25–19 | 25–27 | 25–23 | 25–19 |       | 100–88 | Relatório |
| 11/12/2024 | 19:00 | Scandicci Savino Del Bene | 3–0    | Allianz MTV Stuttgart     | 25–16 | 25–12 | 25–22 |       |       | 75–50  | Relatório |
| 08/01/2025 | 19:00 | CSO Voluntari             | 0–3    | Scandicci Savino Del Bene | 20–25 | 16–25 | 16–25 |       |       | 52–75  | Relatório |
| 08/01/2025 | 20:30 | Allianz MTV Stuttgart     | 3–1    | BKS Bielsko-Biała         | 25–19 | 19–25 | 25–19 | 25–20 |       | 94–83  | Relatório |
| 22/01/2025 | 19:00 | Allianz MTV Stuttgart     | 3–2    | CSO Voluntari             | 14–25 | 25–20 | 25–23 | 19–25 | 15–8  | 98–101 | Relatório |
| 22/01/2025 | 20:00 | Scandicci Savino Del Bene | 3–0    | BKS Bielsko-Biała         | 25–20 | 25–23 | 25–15 |       |       | 75–58  | Relatório |

## Playoffs
- Todas partidas em horário local.
- Com a punição imposta pela CEV, todos os times russos foram excluídos da competição. Sendo assim, os times que enfrentariam os

russos avançaram automaticamente.
- Critérios de classificação:

1) Vitória por 3 a 0 ou 3 a 1 - soma-se 3 pontos ao vencedor 
2) Vitória por 3 a 2 - soma-se 2 pontos ao vencedor e 1 ponto ao perdedor 
3) Golden set - disputado em caso de igualdade de pontos
Chaveamento
|  | Pré-quartas de final | Pré-quartas de final  | Pré-quartas de final | Pré-quartas de final | Pré-quartas de final | Pré-quartas de final | Pré-quartas de final | Pré-quartas de final |  |  | Quartas de final | Quartas de final          | Quartas de final | Quartas de final | Quartas de final | Quartas de final | Quartas de final | Quartas de final |  |  | Semifinais | Semifinais                | Semifinais | Semifinais | Semifinais | Semifinais | Semifinais | Semifinais |  |  | Final       | Final                     | Final       | Final       | Final       | Final       | Final       | Final       |  |
|  |                      |                       |                      |                      |                      |                      |                      |                      |  |  |                  |                           |                  |                  |                  |                  |                  |                  |  |  |            |                           |            |            |            |            |            |            |  |  |             |                           |             |             |             |             |             |             |  |
|  | 3B                   | SSC Palmberg Schwerin | 0                    | 0                    |                      |                      |                      |                      |  |  |                  |                           |                  |                  |                  |                  |                  |                  |  |  |            |                           |            |            |            |            |            |            |  |  |             |                           |             |             |             |             |             |             |  |
|  | 2C                   | Vero Volley Milano    | 3                    | 3                    |                      |                      |                      |                      |  |  | 2C               | Vero Volley Milano        | 3                | 3                |                  |                  |                  |                  |  |  |            |                           |            |            |            |            |            |            |  |  |             |                           |             |             |             |             |             |             |  |
|  |                      |                       |                      |                      |                      |                      |                      |                      |  |  | 1B               | Eczacıbaşı VitrA          | 0                | 0                |                  |                  |                  |                  |  |  |            |                           |            |            |            |            |            |            |  |  |             |                           |             |             |             |             |             |             |  |
|  |                      |                       |                      |                      |                      |                      |                      |                      |  |  |                  |                           |                  |                  |                  |                  |                  |                  |  |  | 2C         | Vero Volley Milano        |            |            |            |            |            | 1          |  |  |             |                           |             |             |             |             |             |             |  |
|  | 2E                   | Allianz MTV Stuttgart | 1                    | 0                    |                      |                      |                      |                      |  |  |                  |                           |                  |                  |                  |                  |                  |                  |  |  | 1A         | Imoco Volley Conegliano   |            |            |            |            |            | 3          |  |  |             |                           |             |             |             |             |             |             |  |
|  | 2A                   | Developres Rzeszów    | 3                    | 3                    |                      |                      |                      |                      |  |  | 2A               | Developres Rzeszów        | 0                | 0                |                  |                  |                  |                  |  |  |            |                           |            |            |            |            |            |            |  |  |             |                           |             |             |             |             |             |             |  |
|  |                      |                       |                      |                      |                      |                      |                      |                      |  |  | 1A               | Imoco Volley Conegliano   | 3                | 3                |                  |                  |                  |                  |  |  |            |                           |            |            |            |            |            |            |  |  |             |                           |             |             |             |             |             |             |  |
|  |                      |                       |                      |                      |                      |                      |                      |                      |  |  |                  |                           |                  |                  |                  |                  |                  |                  |  |  | 1A         | Imoco Volley Conegliano   |            |            |            |            |            | 3          |  |  |             |                           |             |             |             |             |             |             |  |
|  |                      |                       |                      |                      |                      |                      |                      |                      |  |  |                  |                           |                  |                  |                  |                  |                  |                  |  |  |            |                           |            |            |            |            |            |            |  |  | 1E          | Scandicci Savino Del Bene |             |             |             |             |             | 0           |  |
|  |                      |                       |                      |                      |                      |                      |                      |                      |  |  | 1C               | VakıfBank SK Istanbul     | 0                | 315              |                  |                  |                  |                  |  |  |            |                           |            |            |            |            |            |            |  |  |             |                           |             |             |             |             |             |             |  |
|  |                      |                       |                      |                      |                      |                      |                      |                      |  |  | 1D               | Fenerbahçe SK Istambul    | 3                | 111              |                  |                  |                  |                  |  |  |            |                           |            |            |            |            |            |            |  |  |             |                           |             |             |             |             |             |             |  |
|  |                      |                       |                      |                      |                      |                      |                      |                      |  |  |                  |                           |                  |                  |                  |                  |                  |                  |  |  | 1C         | VakıfBank SK Istanbul     |            |            |            |            |            | 0          |  |  | Third place | Third place               | Third place | Third place | Third place | Third place | Third place | Third place |  |
|  | 2B                   | Tent Obrenovac        | 0                    | 1                    |                      |                      |                      |                      |  |  |                  |                           |                  |                  |                  |                  |                  |                  |  |  | 1E         | Scandicci Savino Del Bene |            |            |            |            |            | 3          |  |  |             |                           |             |             |             |             |             |             |  |
|  | 2D                   | Budowlani Łódź        | 3                    | 3                    |                      |                      |                      |                      |  |  | 2D               | Budowlani Łódź            | 0                | 0                |                  |                  |                  |                  |  |  |            |                           |            |            |            |            |            |            |  |  | 2C          | Vero Volley Milano        |             |             |             |             |             | 3           |  |
|  |                      |                       |                      |                      |                      |                      |                      |                      |  |  | 1E               | Scandicci Savino Del Bene | 3                | 3                |                  |                  |                  |                  |  |  | 1C         | VakıfBank SK Istanbul     |            |            |            |            |            | 1          |  |  |             |                           |             |             |             |             |             |             |  |
|  |                      |                       |                      |                      |                      |                      |                      |                      |  |  |                  |                           |                  |                  |                  |                  |                  |                  |  |  |            |                           |            |            |            |            |            |            |  |  |             |                           |             |             |             |             |             |             |  |